# Ramsayornis
Ramsayornis là một chi chim trong họ Meliphagidae.